# Karol Sevilla
Karol Sevilla (ur. 9 listopada 1999 w Meksyku) – meksykańska aktorka i piosenkarka, znana z udziału w serialu Cudowna róża. Grała także główną rolę w telenoweli młodzieżowej Soy Luna, dzięki której zdobyła międzynarodową sławę. Dołączyła do OCESA Seitrack. Jest w trakcie nagrywania swojej pierwszej solowej płyty.

## Biografia i kariera
Karol Sevilla urodziła się w mieście Meksyk. Studiowała aktorstwo w Centro de Educación Artística  Televisa. Naukę w tym miejscu ukończyła w latach 2006–2008. Jej kariera aktorska rozpoczęła się w wieku sześciu lat (11 października 2005), rozpoczynając od reklam, zanim dotarła do seriali telewizyjnych.
Jej pierwsze występy telewizyjne miały miejsce w 2008 roku w telenoweli Rywalka od serca, gdzie zagrała Ginę, siostrzenicę Ernesta, którego grał wenezuelski aktor i perkusista Jorge Aravena. W 2010 roku brała udział w meksykańskej telenoweli Para volver a amar, jako gość specjalny. W następnym roku była częścią telenoweli Amorcito corazón, adaptacji wenezuelskiej telenoweli Trapos íntimos, gdzie zagrała Marię Luz, córkę jednego z bohaterów.
W 2011 roku zagrała Lucię w telenoweli Qué bonito amor, razem z Danną Garcíą i Jorge Salinasem. Telenowela oparta jest na kolumbijskiej powieści La hija de mariachi autorstwa Moniki Agudelo. Występowała w wielu odcinkach Como dice el diecho i Cudownej róży. Brała też udział w wielu komediach muzycznych: Dźwięki muzyki, Annie i Czarnoksiężnik z Krainy Oz. Była też w telenoweli o nazwie Fantabulosa, w której pełniła wiodącą rolę.
Pod koniec 2015 roku ogłoszono, że będzie grała główną bohaterkę telenoweli młodzieżowej Disney Channel Soy Luna – Lunę Valente / Sol Benson.
W 2016 roku zadebiutowała na YouTube ze swoimi materiałami video i autorską piosenką Sonreír y Amar. Na jej pierwszym koncercie, który odbył się w Brazylii i kilkoma innym przygotowanymi przez Disneya w Argentynie była razem ze swoją mamą.
W 2018 roku po zakończeniu trasy Soy Luna Live, Karol 30 listopada rozpoczęła swoją autorską trasę koncertową Que se pare el mundo: Tour, która wystartowała w Curitiba, Brazylia. Odbyła się ona w takich krajach jak: Brazylia, Chile i Argentyna. 24 grudnia 2018 Karol po wylądowaniu samolotem w Miami, USA udała się do fryzjera i diametralnie zmieniła swój wygląd, ścięła włosy do ramion i wróciła do swojego naturalnego kasztanowego koloru (przedtem przez prawie 2 lata była długowłosą blondynką).
1 stycznia 2019 roku wydała piosenkę Mil besos por segundo, choreografię do teledysku układał jej przyjaciel z Argentyny, Pasaquale (Lino) Di Nuzzo. W styczniu i lutym 2019 roku kontynuowała trasę w krajach takich jak: Argentyna, Guatemala, Kolumbia, w maju koncertowała w Meksyku, a w czerwcu wróciła do Kolumbii. W marcu 2019 roku została jurorką programu telewizyjnego: Pequeños Gigantes Mexico 2019, dlatego że program ten odbywał się w Meksyku, wróciła do swojego kraju, gdy wyjeżdżała z Argentyny mówiła, że wróci niedługo, bo czuje, że jak zostanie w Meksyku to wróci się do początku swojej kariery i będzie ją musiała budować ją od nowa. Jej przypuszczenia były błędne, w Meksyku rozwinęła swoją karierę artystyczną. W programie Pequeños Gigantes przez Albertano została nazwana La Jueza de Hierro – Sędzia z Żelaza, bo nie oceniała dzieci występujących w programie samymi 10. 18 lipca została zaproszona jako prezentatorka rozdania nagród Premios Juventud w Miami, USA. 8 sierpnia została członkinią Weare DW Group, meksykańskiej firmy promującej młode talenty. 13 sierpnia 2019 (opublikowała nagranie na YouTube) skoczyła ze spadochronem razem z meksykańskim youtuberem Juanpą Zuritą, w ramach współpracy na YouTube. 17 sierpnia pojawiła się na Kids Choice Awards Mexico, jako nominowana w dwóch kategoriach. Opuściła to wydarzenie z jedną statuetką w kategorii Najlepsza Aktorka. 20 września wystąpiła na koncercie meksykańskiego duetu Rio Roma z piosenką Mi persona favorita. Jest to też dzień kolejnej zmiany jej wyglądu, przedłużyła włosy i pofarbowała je w pasemka różnych odcieni koloru blond. 22 września zagrała koncert w Aguascalientes, Meksyk w ramach trasy Que se pare el mundo: Tour. W październiku 2019 roku została ambasadorką firmy Hugo Boss. Obecnie jest w trakcie nagrywania swojej pierwszej solowej płyty.

## Filmografia

### Telenowele
| Rok       | Tytuł              | Bohater                                                                                    | Kanał          |
| --------- | ------------------ | ------------------------------------------------------------------------------------------ | -------------- |
| 2008      | Rywalka od serca   | Gina Liñán Mendiola                                                                        | Televisa       |
| 2009      | Mujeres asesinas   | Cecilia (mała)                                                                             | Televisa       |
| 2010–2011 | Para volver a amar | Monse                                                                                      | Televisa       |
| 2011–2012 | Amorcito corazón   | María Luz „Marilu” Lobo Ballesteros                                                        | Televisa       |
| 2012–2013 | Que bonito amor    | Lucía                                                                                      | Televisa       |
| 2012–2014 | Como dice el dicho | • Tatis • Renata                                                                           | Televisa       |
| 2008–2016 | Cudowna róża       | • Erika • Maggie • Clara • Marilú • Paloma • Priscila • Sofía • Angélica • Lili • Virginia | Televisa       |
| 2016–2018 | Soy Luna           | Luna Valente/Sol Benson                                                                    | Disney Channel |
| 2016      | Pijama Party       | ona sama                                                                                   | Disney Channel |
| 2016      | Un, Dos, ¡Chef!    | ona sama                                                                                   | Disney Channel |
| 2017      | Junior Express     | Angie                                                                                      | Disney Junior  |

### Dramaty
- La novicia rebelde (2008)
- Timbiriche Musical (2010)
- Anita la huerfanita (2010)
- El mago de Oz (2012)
- Fantabulosa (2014)
- Y quien nos manda a hacer teatro (2017)

## Dyskografia
| Ścieżki dźwiękowe | Ścieżki dźwiękowe                                                                               | Ścieżki dźwiękowe   |
| Rok               | Piosenka                                                                                        | Album               |
| ----------------- | ----------------------------------------------------------------------------------------------- | ------------------- |
| 2012              | Yo no creo en los hombres                                                                       | –                   |
| 2014              | Soy Fantabulosa                                                                                 | Fantabulosa         |
| 2014              | Soy Peleuquera                                                                                  | Fantabulosa         |
| 2014              | Esto es amor                                                                                    | Fantabulosa         |
| 2014              | Nino Malo                                                                                       | Fantabulosa         |
| 2016              | Alas                                                                                            | Soy Luna            |
| 2016              | Eres (z Michaelem Ronda)                                                                        | Soy Luna            |
| 2016              | Sobre ruedas (z Valentiną Zenere, Aną Jara, Chiarą Parravicini, Maleną Ratner i Katją Martinez) | Soy Luna            |
| 2016              | Camino (z obsadą Soy Luny)                                                                      | Soy Luna            |
| 2016              | Tutto e posibile (włoska wersja Alas)                                                           | Soy Luna (włochy)   |
| 2016              | Vuelo (z obsadą Soy Luny)                                                                       | Música en ti        |
| 2016              | Musica en ti                                                                                    | Música en ti        |
| 2016              | A rodar mi vida                                                                                 | Música en ti        |
| 2016              | Que mas da (z Ruggero Pasquarellim)                                                             | Música en ti        |
| 2016              | Sin Fronteras (z Caroliną Kopelioff)                                                            | Música en ti        |
| 2016              | Eres (Radio Disney Vivo) (z Ruggero Pasquarellim i Michaelem Ronda)                             | Música en ti        |
| 2016              | Valiente (Radio Disney Vivo) (z Michaelem Ronda, Lionelem Ferro i Gastónem Vietto)              | Música en ti        |
| 2016              | Alas (Radio Disney Vivo) (z obsadą Soy Luny)                                                    | Música en ti        |
| 2016              | Solo tu (wersja włoska Que mas da) (z Ruggero Pasquarellim)                                     | Música en ti        |
| 2017              | Siempre Juntos                                                                                  | La vida es un sueño |
| 2017              | La vida es un sueno                                                                             | La vida es un sueño |
| 2017              | Valiente (z obsadą Soy Luny)                                                                    | La vida es un sueño |
| 2017              | Cuenta Conmigo (z obsadą Soy Luny)                                                              | La vida es un sueño |
| 2017              | I’v Got a Feeling (z obsadą Soy Luny)                                                           | La vida es un sueño |
| 2017              | Sólo para ti                                                                                    | La vida es un sueño |
| 2017              | Footloose (z obsadą Soy Luny)                                                                   | La vida es un sueño |
| 2017              | Andaremos (z Michaelem Ronda)                                                                   | La vida es un sueño |
| 2017              | No Te Pido Mucho                                                                                | La vida es un sueño |
| 2017              | Siempre Juntos (wersja grupowa) (z obsadą Soy Luny)                                             | La vida es un sueño |

## Nagrody i nominacje
| Rok  | Nagroda                       | Kategoria                        | Serial     | Wynik      |
| ---- | ----------------------------- | -------------------------------- | ---------- | ---------- |
| 2016 | Kids’ Choice Awards México    | Ulubiona aktorka                 | Soy Luna   | Nominowana |
| 2016 | Kids’ Choice Awards Colombia  | Ulubiona aktorka                 | Soy Luna   | Nominowana |
| 2016 | Kids’ Choice Awards Argentina | Ulubiona aktorka                 | Soy Luna   | Wygrana    |
| 2017 | Kids’ Choice Awards México    | Ulubiona aktorka                 | Soy Luna   | Nominowana |
| 2017 | Kids’ Choice Awards Colombia  | Ulubiona aktorka                 | Soy Luna   | Wygrana    |
| 2017 | Tú Awards 2017                | #Najbardziej wpływowa dziewczyna | Soy Luna   | Nominowana |
| 2017 | Tú Awards 2017                | #Królowa Instagrama              | –          | Wygrana    |
| 2019 | Kids Choice Awards Mexico     | Ulubiona Aktorka                 | Soy Luna 3 | Wygrana    |
| 2019 | Kids Choice Awards Mexico     | Ulubiony Serial                  | Soy Luna 3 | Nominowana |